# Love, in Itself
Love, in Itself è un singolo del gruppo musicale britannico Depeche Mode, pubblicato il 19 settembre 1983 come secondo estratto dal terzo album in studio Construction Time Again.

## Video musicale
Il video è stato diretto da Clive Richardson e vede il gruppo eseguire la canzone in una caverna preistorica.

## Tracce
Disco in vinile (1983)
1. Love, in Itself (Single Version) – 4:00 (Martin Lee Gore)
2. Fools (Single Version) – 4:14 (Alan Wilder)

Extended play (1984)
1. Love, in Itself (Original 7 Inch Mix) – 4:18 (Martin Lee Gore)
2. Just Can't Get Enough (Live) – 5:31 (Vince Clarke)
3. A Photograph of You (Live) – 3:35 (Martin Lee Gore)
4. Shout! (Live) – 4:33 (Vince Clarke)
5. Photographic (Live) – 3:56 (Vince Clarke)
6. Love, in Itself (Original 12 Inch Mix) – 7:15 (Martin Lee Gore)

- Le tracce dal vivo sono state registrate all'Hammersmith Odeon di Londra il 25 ottobre 1982.

## Formazione
Hanno partecipato alle registrazioni, secondo le note di copertina di Construction Time Again:
Gruppo
- Andrew Fletcher – strumentazione
- David Gahan – voce, strumentazione
- Martin Gore – strumentazione
- Alan Wilder – strumentazione

Produzione
- Daniel Miller – produzione
- Depeche Mode – produzione
- Gareth Jones – ingegneria del suono, missaggio

## Successo commerciale
Love, in Itself ebbe solo un discreto impatto nelle classifiche mondiali, raggiungendo la posizione nº 28 in Germania e la nº 21 nel Regno Unito. Tuttavia ottenne un grande successo nei Paesi Bassi, dove uscì in formato extended play con una versione dal vivo della hit Just Can't Get Enough, conquistando la prima posizione nella classifica nazionale degli album.

## Classifiche
| Classifica  | Posizione massima |
| ----------- | ----------------- |
| Germania    | 28                |
| Paesi Bassi | 1                 |
| Regno Unito | 21                |